# College adventiste de Hong Kong
Le college adventiste de Hong Kong --- en chinois (香港三育书院, Xiānggǎng sānyù shūyuàn, littéralement, Académie des classiques des trois éducations de Hong-Kong, les trois éducations étant une notion d'enseignement de l'esprit, de la main et du cœur) est un centre universitaire adventiste, à Hong Kong en Chine.

## Campus

### Histoire
En 1903, l’Église adventiste du septième jour fonda l'école de filles " Béthel " à Guangzhou, et deux ans plus tard, l'école des garçons « Yick Chi ». En 1911, l'école des garçons ferma et ouvrit cinq ans plus tard l'école " Sam Huk ". En raison de son développement rapide, des bâtiments furent construits en 1922 à Guangdong et intégra les deux écoles,.  
Durant la deuxième guerre sino-japonaise en 1937, l'école fut contrainte de se relocaliser à Hong Kong et fonctionna temporairement à Shatin. Plus tard, elle fusionna avec l'Institut de formation chinoise, une autre institution adventiste, qui fut aussi relocalisé dans la même structure. Peu après, une propriété fut achetée à Clear Water Bay dans les Nouveaux Territoires. Deux ans plus tard, la construction de ses bâtiments était achevée.  
En 1942, la Seconde Guerre mondiale, contraignit l'institution à déménager encore à Laolung dans la province de Guangdong. Après la guerre, le campus de Clear Water Bay fut confisqué pendant une année par l'armée britannique avant d'être réintégrée en 1947. En 1962, un college fut créé (le Collège de l'Union du Sud de la Chine). Depuis 1981, il est appelé le Collège adventiste de Hong Kong,.

### Organisation
Le college adventiste de Hong Kong comprend trois divisions :
- Arts, humanités et santé
- Commerce et informatique
- Religion et théologie

Son cursus comprend la gestion commerciale (comptabilité, informatique, finance, management), sociologie, santé, anglais, infirmerie, psychologie, éducation sanitaire, ministère pastorale, direction de l'Eglise,,. Le collège est affilié à l'université de Walla Walla, à l'université Andrews et à l'association des facultés de théologie d'Asie du Sud-Est (ATESEA).